# Renault Type EK
Der Renault Type EK war ein frühes Personenkraftwagenmodell von Renault. Er wurde auch 9 CV genannt.

## Beschreibung
Die nationale Zulassungsbehörde erteilte am 18. Dezember 1913 seine Zulassung. Vorgänger war der Renault Type AX. 1917 endete die Produktion. Der Renault Type FD nahm 1919 seine Rolle als kleinstes Renault-Modell ein.
Ein wassergekühlter Zweizylindermotor mit 80 mm Bohrung und 120 mm Hub leistete aus 1206 cm³ Hubraum 7 PS. Die Motorleistung wurde über eine Kardanwelle an die Hinterachse geleitet. Die Höchstgeschwindigkeit war je nach Übersetzung mit 45 km/h bis 56 km/h angegeben.
Bei einem Radstand von 237 cm und einer Spurweite von 115 cm war das Fahrzeug 331 cm lang und 133,6 cm breit. Der Wendekreis war mit 10 bis 12 Metern angegeben. Das Fahrgestell wog 500 kg, das Komplettfahrzeug 950 kg. 
Das Werk bot zweisitzige Phaeton und Torpedo an. Das Fahrgestell kostete 4200 Francs, der Phaeton 4600 Francs und der Torpedo 4900 Francs. Darüber hinaus sind Doppelphaeton, Roadster, Coupé und Kastenwagen überliefert.